# SM Station

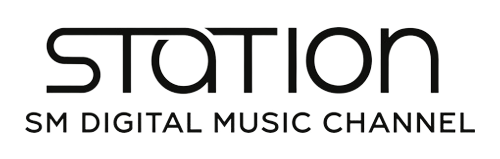

SM Station (hangul: 에스엠 스테이션) är ett digitalt musikprojekt av det sydkoreanska skivbolaget SM Entertainment. SM Station släpper en ny digital singel varje fredag för att exponera skivbolagets artister och låtskrivare. Ibland samarbetar SM även med andra skivbolag vars artister medverkar i vissa låtar som släpps under SM Station.

## Säsonger

### Säsong 1

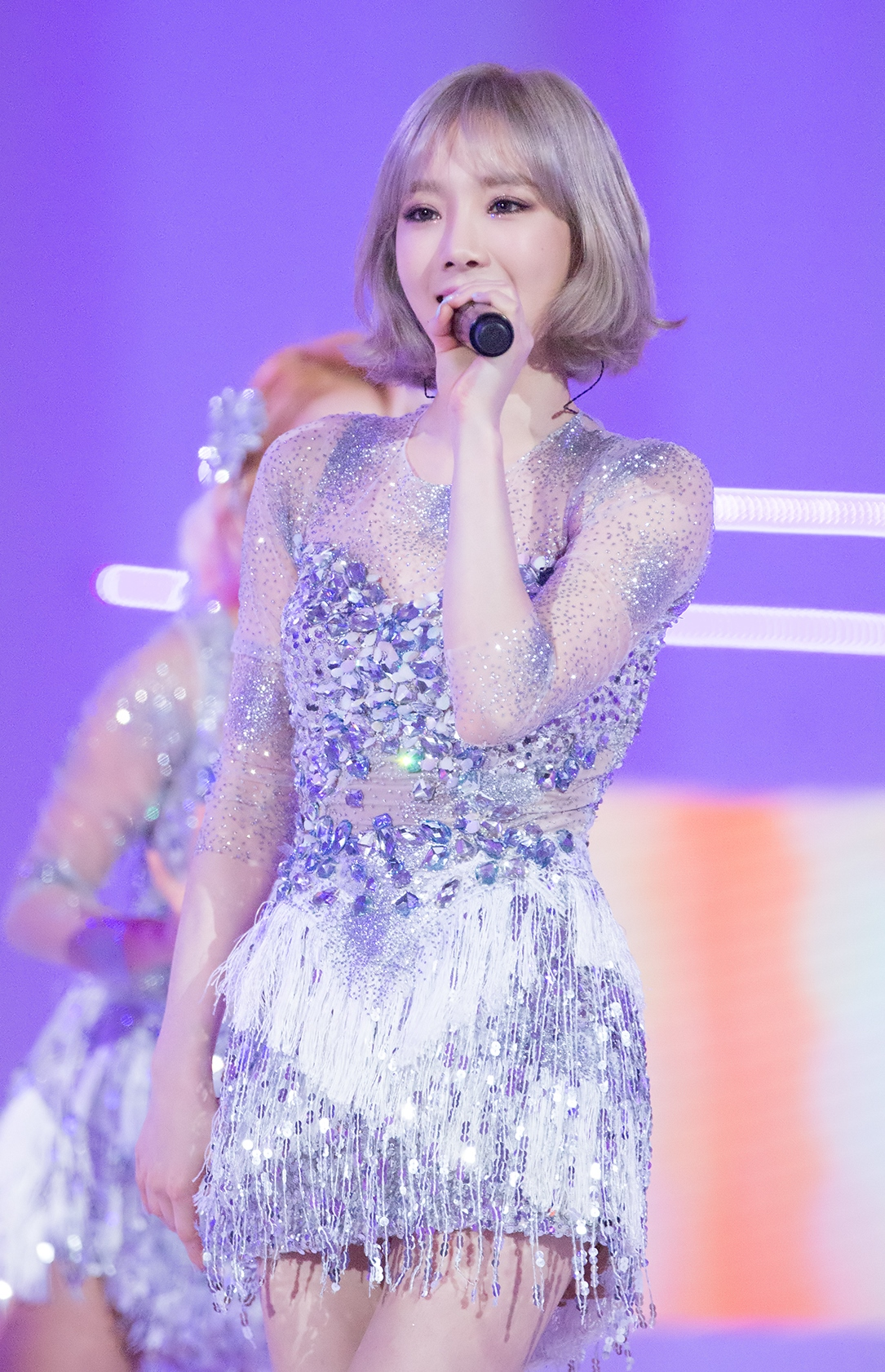
Taeyeons låt "Rain" var SM Stations första släpp och det blev också ett av de mest framgångsrika.

Den första säsongen pågick från den 3 februari 2016 till den 3 februari 2017. Under den första säsongen samarbetade 85 olika kombinationer av artister och låtskrivare för att skapa 52 singlar av varierande genrer. 18 av låtarna framfördes solo, varav några var skrivna av artisten själv, medan 34 av låtarna var samarbeten mellan olika artister. Luna från tjejgruppen f(x) var den som medverkade i flest av singlarna, fem totalt, medan Amber från samma grupp medverkade i fyra, vilket var näst flest. Chen från EXO, Hyoyeon från Girls' Generation och Wendy från Red Velvet medverkade alla i totalt tre av singlarna vardera.
Flera av låtarna från den första säsongen hade stor kommersiell framgång. Det började redan med den allra första låten, "Rain" av Taeyeon, som nådde första plats på den nationella singellistan Gaon Chart, samt gav Taeyeon en vinst i Inkigayo och ett pris vid Golden Disc Awards. Andra noterbara släpp inkluderar återkomsten av tjejgruppen S.E.S. efter fjorton år och pojkbandet TRAX efter fem år. Flera utländska artister medverkade även under säsongen, bland andra Alesso, Orphée Noah och Steve Barakatt. Den 6 april 2017 släpptes ett samlingsalbum med alla 52 låtarna från den första säsongen, samt fem bonuslåtar.

### Säsong 2
En andra säsong startade den 31 mars 2017 och inleddes av tjejgruppen Red Velvet.

## Diskografi

### Säsong 1
| Datum  | Artist                                        | Låttitel                                 | Topplacering          |
| Datum  | Artist                                        | Låttitel                                 | Sydkorea (Gaon Chart) |
| 2016   | 2016                                          | 2016                                     | 2016                  |
| ------ | --------------------------------------------- | ---------------------------------------- | --------------------- |
| 3 feb  | Taeyeon                                       | "Rain"                                   | 1                     |
| 19 feb | Yoo Young-jin X D.O.                          | "Tell Me (What Is Love)"                 | 12                    |
| 26 feb | Kenzie X Yoon Mi-rae X Matthew Tishler        | "Because of You"                         | 19                    |
| 4 mar  | Eric Nam X Wendy                              | "Spring Love"                            | 7                     |
| 11 mar | Yoona ft. 10cm                                | "Deoksugung Stonewall Walkway"           | 24                    |
| 18 mar | Heritage X Jonghyun                           | "Your Voice"                             | 106                   |
| 25 mar | Amber                                         | "Borders"                                | 205                   |
| 1 apr  | Moon Jung-jae X Kim Il-ji                     | "Regrets and Resolutions"                | —                     |
| 8 apr  | Vibe X Chen X Heize                           | "Lil' Something"                         | 12                    |
| 15 apr | M&D X Wheein                                  | "Narcissus"                              | 140                   |
| 22 apr | Kim Bum-soo X Kenzie                          | "Pain Poem"                              | 97                    |
| 29 apr | Inlayer                                       | "Mindjack"                               | —                     |
| 6 maj  | R3hab X Luna & Amber X Xavi&Gi                | "Wave"                                   | —                     |
| 13 maj | K.Will X Baekhyun                             | "The Day"                                | 8                     |
| 20 maj | Dana                                          | "Touch You"                              | 228                   |
| 27 maj | Lay                                           | "Monodrama"                              | 155                   |
| 3 jun  | Yoon Jung-soo X Kim Sook                      | "You're the Boss"                        | —                     |
| 10 jun | Tiffany ft. Simon Dominic                     | "Heartbreak Hotel"                       | 84                    |
| 17 jun | BoA X Beenzino                                | "No Matter What"                         | 7                     |
| 24 jun | Lee Dong-woo X Orphée Noah                    | "Definition of Love"                     | —                     |
| 1 jul  | Leeteuk X Suho X Kassy X Cho Yeong-su         | "My Hero"                                | 177                   |
| 8 jul  | J-Min X Sim Eun-jee                           | "Way Back Home"                          | 29                    |
| 15 jul | Cha Ji-yeon X LDN Noise                       | "My Show"                                | 49                    |
| 22 jul | f(x)                                          | "All Mine"                               | 12                    |
| 29 jul | NCT 127 X Coca-Cola                           | "Taste the Feeling"                      | —                     |
| 5 aug  | Girls' Generation                             | "Sailing (0805)"                         | 13                    |
| 12 aug | Onew X Lee Jin-ah                             | "Starry Night"                           | 47                    |
| 19 aug | Pantene X Yuri X Seohyun                      | "Secret"                                 | 147                   |
| 26 aug | JYP X Hyoyeon X Min X Jo Kwon                 | "Born to be Wild"                        | 164                   |
| 2 sep  | Hitchhiker                                    | "$10"                                    | —                     |
| 9 sep  | SM X BANA                                     | "Pit-A-Pat"                              | —                     |
| 17 sep | Yoo Jae-suk X EXO                             | "Dancing King"                           | 2                     |
| 23 sep | Bada X Ryeowook                               | "Cosmic"                                 | —                     |
| 2 okt  | Amber X Luna ft. Ferry Corsten & Kago Pengchi | "Heartbeat"                              | —                     |
| 7 okt  | Alesso X Chen                                 | "Years"                                  | —                     |
| 14 okt | Henry X Soyou                                 | "Runnin'"                                | —                     |
| 19 okt | BeatBurger ft. BoA                            | "Music is Wonderful"                     | —                     |
| 28 okt | Yoon Do-hyun X Reddy X G2 X Inlayer X Johnny  | "Nightmare"                              | —                     |
| 4 nov  | Joy X Seulong                                 | "Always In My Heart"                     | 10                    |
| 10 nov | Sunday X Kim Tae-hyun                         | "Still"                                  | —                     |
| 19 nov | Kim Hee-chul X Min Kyung-hoon                 | "Sweet Dream"                            | 1                     |
| 27 nov | S.E.S.                                        | "Love [story]"                           | 22                    |
| 2 dec  | Hyoyeon                                       | "Mystery"                                | —                     |
| 9 dec  | Jonghyun                                      | "Inspiration"                            | —                     |
| 16 dec | Shin Yong-jae X Luna                          | "It's You"                               | 95                    |
| 23 dec | Wendy X Moon Jung-jae X Nile Lee              | "Have Yourself A Merry Little Christmas" | 46                    |
| 30 dec | SMTOWN X Steve Barakatt                       | "Sound of Your Heart"                    | 47                    |
| 2017   |                                               |                                          |                       |
| 6 jan  | TRAX                                          | "Road"                                   | —                     |
| 13 jan | Yoon Do-hyun                                  | "Sparks Fly"                             | —                     |
| 22 jan | Yesung X Seulgi                               | "Darling You"                            | —                     |
| 27 jan | Punch                                         | "When My Loneliness Calls You"           | —                     |
| 3 feb  | Suho X Song Young-joo                         | "Curtain"                                | 74                    |

### Säsong 2
| Datum  | Artist                               | Låttitel           | Topplacering          |
| Datum  | Artist                               | Låttitel           | Sydkorea (Gaon Chart) |
| 2017   | 2017                                 | 2017               | 2017                  |
| ------ | ------------------------------------ | ------------------ | --------------------- |
| 31 mar | Red Velvet                           | "Would U"          | 13                    |
| 7 apr  | Ten                                  | "Dream in a Dream" | —                     |
| 14 apr | Baekhyun                             | "Take You Home"    | 12                    |
| 21 apr | Stanley Clarke Band ft. Chris Clarke | "To Be Alive"      | —                     |
| 28 apr | BoA                                  | "Spring Rain"      | —                     |
| 5 maj  | Onew X Roco                          | "Lullaby"          | —                     |